# Michael Teschl
Michael Teschl (* 30. Juni 1971 in Århus) ist ein dänischer Sänger und Schriftsteller.

## Hintergrund
Zusammen mit Trine Jepsen nahm er am Eurovision Song Contest 1999 teil und erreichte den 8. Platz mit der Ballade This Time I Mean It. Ab 2003 war Teschl als Schriftsteller aktiv. Er schrieb drei Romane für den dänischen Markt.

## Romane
- 2003: Sunde tanker fra en syg sjæl
- 2005: Stik farmor en plade
- 2008: Færch - Familien, magten og pengene